# Baconin Borzacchini
| Baconin Borzacchini                 | Baconin Borzacchini           |
| ----------------------------------- | ----------------------------- |
| Baconin Borzacchini 1932.           |                               |
| Državljanstvo                       | talijansko                    |
| Europsko automobilističko prvenstvo |                               |
| Sezone                              | 1931. − 1932.                 |
| Momčadi                             | Alfa Romeo                    |
| Utrke                               | 6                             |
| Prvenstva                           | 0                             |
| Pobjede                             | 0                             |
| Podiji                              | 5                             |
| Prvo startno mjesto                 | 1                             |
| Najbrži krugovi                     | 0                             |
| Prva utrka                          | Velika nagrada Italije 1931.  |
| Prva pobjeda                        | -                             |
| Posljednja pobjeda                  | -                             |
| Posljednja utrka                    | Velika nagrada Njemačke 1932. |

Baconino Francesco Domenico Borzacchini (Terni, Umbrija, Kraljevina Italija, 28. rujna 1898. - Monza, Kraljevina Italija, 10. rujna 1933.) je bio talijanski vozač automobilističkih utrka.

## Vanjske poveznice
- Baconin Borzacchini - Driver Database
- Baconin Borzacchini - Racing Sports Cars